# Borjana Krišto
Borjana Krišto (Livno, 13 agosto 1961) è una politica bosniaca, Presidente del Consiglio dei ministri della Bosnia ed Erzegovina dal 25 gennaio 2023 e Presidente della Federazione di Bosnia ed Erzegovina dal 22 febbraio 2007 al 17 marzo 2011.
È stata la prima donna a detenere tale titolo. È tra i vicepresidenti della HDZ BiH.
Candidata per il seggio croato nella Presidenza della Bosnia ed Erzegovina alle elezioni del 2022, è stata sconfitta da Željko Komšić, che ha ottenuto il 55,8% dei voti.
Il 22 dicembre 2022 è stata designata dalla Presidenza come Presidente del Consiglio dei ministri, con il voto favorevole di Željka Cvijanović e Denis Bećirović e quello contrario di Komšić; il 25 gennaio 2023 il suo governo ha ottenuto la fiducia del parlamento bosniaco-erzegovese, succedendo a Zoran Tegeltija, e divenendo la prima donna alla guida del governo del suo paese.